# Badong
Badong is een arrondissement in het westen van de Chinese provincie Hubei. In het arrondissement wonen 480.000 bewoners op een oppervlakte van 3.354 km².
Het hoofdstadje van dit arrondissement wordt tevens aangeduid met Badong, hoewel de officiële naam Xinling is. Vroeger lag het stadje Xinling (Badong) ten noorden van de Yangtze, sinds de Song-dynastie ten zuiden ervan. De stad is bekend vanwege zijn cruises op de Yangtze.

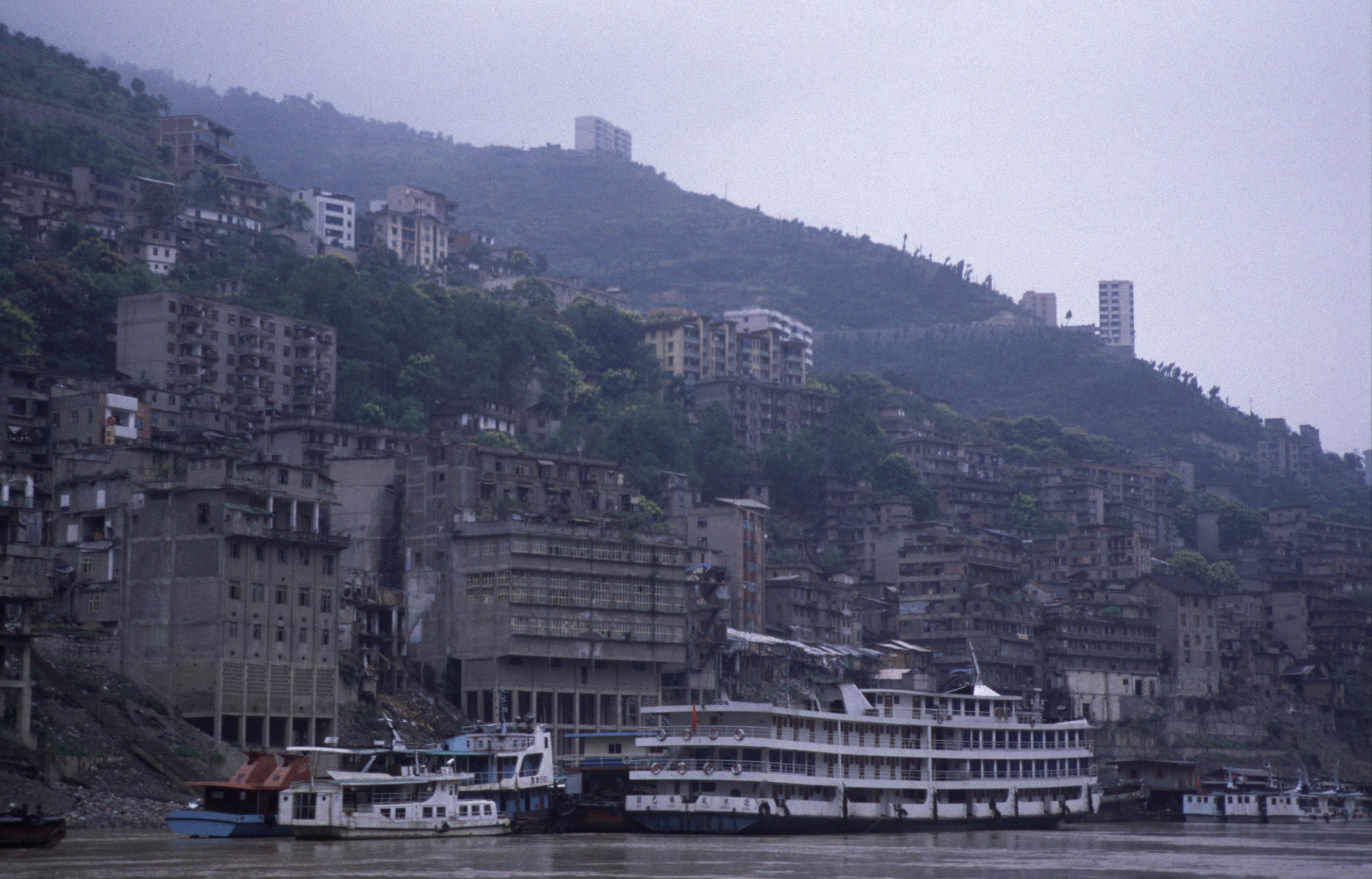
Badong (1999)